# Walk Away (Kelly Clarkson)
Walk Away è un brano musicale di Kelly Clarkson, pubblicato il 17 gennaio 2006 come quinto singolo estratto dall'album Breakaway. È stato scritto da Kelly Clarkson, Kara DioGuardi, Chantal Kreviazuk e Raine Maida e prodotto dagli ultimi tre. La canzone parla di una relazione che non sta funzionando, in cui la narratrice vorrebbe ricevere più attenzioni dal compagno.
Il brano è stato accolto con recensioni generalmente positive dalla critica, che l'ha elogiata, definendola "una canzone pop rock classica e inneggiante". A marzo 2006, Walk Away è stata certificata disco d'oro negli Stati Uniti per aver superato le 500 000 copie vendute. Sette anni dopo, a marzo 2013, Billboard ha confermato che le vendite del brano ammontavano a 1 224 000 copie.
Il video musicale accompagnante il singolo è stato concepito da Kelly Clarkson e diretto da Joseph Kahn. In esso Kelly e la sua band cantano Walk Away per una radio; nel frattempo sono mostrate varie persone che cantano e ballano la canzone in luoghi diversi. Kelly si è esibita con Walk Away durante molti suoi tour, fra cui il Breakaway World Tour, l'Hazel Eyes Tour, l'Addicted Tour, il My December Tour, il 2 Worlds 2 Voices Tour, l'All I Ever Wanted Tour, lo Stronger Tour e il 12th Annual Honda Civic Tour.

## Contesto
Walk Away è stata definita da Kelly Clarkson «una delle canzoni più vivaci» di Breakaway, aggiungendo che «è una di quelle canzoni inneggianti che ti fanno muovere la testa avanti e indietro quando la senti in macchina". Sul testo della canzone, Kelly ha affermato che "parla del fatto che se una relazione non funziona, allora è meglio andarsene, piuttosto che rimanere e peggiorare le cose». La cantante ha aggiunto che Walk Away è ispirata alla musica di Annie Lennox. Dopo aver prodotto quattro singoli arrivati in top ten (Breakaway, Since U Been Gone, Behind These Hazel Eyes e Because of You) e dopo aver trascorso oltre sessanta settimane nelle prime venti posizioni della Billboard 200, la classifica degli album più venduti negli Stati Uniti, la cantante ha deciso di estrarre Walk Away come quinto singolo.

## Composizione
Walk Away è una canzone pop rock della durata di tre minuti e otto secondi. È stata scritta da Kelly Clarkson, Kara DioGuardi, Chantal Kreviazuk e Raine Maida ed è stata prodotta da questi ultimi tre. È una delle cinque collaborazioni con Kara DioGuardi presenti sull'album ed è la prima ad essere pubblicata come singolo. La DioGuardi è diventata famosa nel 2004 dopo avere scritto e prodotto canzoni come Pieces of Me di Ashlee Simpson e Confessions of a Broken Heart di Lindsay Lohan. Fra gli autori del brano sono annoverati anche i canadesi Chantal Kreviazuk e Raine Maida, già conosciuti per il loro lavoro con Avril Lavigne.
Il testo parla di una relazione che non può funzionare. Nella prima strofa, Kelly parla del fatto che la famiglia del suo fidanzato non supporta la loro relazione, facendo sì che non ci siano possibilità che possa proseguire. La cantante è amareggiata non solo per via dell'indifferenza del ragazzo nei suoi confronti, ma anche per l'avversione della famiglia di lui nei suoi confronti: «Ci sono tua madre e tuo fratello/E tutti gli altri che di nascosto/Ti dicono cosa devi fare». Nel ritornello, è lui a chiederle se si possa proseguire con la relazione: «Voglio dell'attenzione/Non un'altra domanda/Dovresti restare o te ne dovresti andare?/E se non hai la risposta/Perché sei ancora qui?/Vattene e basta!». Nella seconda strofa, Kelly si lamenta della poca presenza del fidanzato nella sua vita. Dopo il secondo ritornello, troviamo una terza strofa parlata, in cui la cantante afferma di volere una relazione in cui la sua metà la ami come lei ama lui: «Voglio amore/Voglio una fiamma/Che mi faccia bruciare/Di desiderio/Voglio un uomo che mi stia vicino/Non un ragazzo che va a nascondersi/Lotterai per me?/Morirai per me?/Vivrai e respirerai per me?/Perché se no, puoi benissimo andartene!».

## Accoglienza dalla critica
Bill Lamb di About.com ha dato alla canzone 4,5 stelle su 5, scrivendo che «Kelly Clarkson ha centrato ancora», ammirando il «classico stile pop rock» del brano e aggiungendo che «mostra la sua versatilità come artista». Ha poi definito Walk Away una delle migliori canzoni dell'album. Lamb ha inoltre apprezzato la performance vocale di Kelly, scrivendo che «ricorda vagamente l'approccio di Annie Lennox con le canzoni rock, particolarmente in una parte fatto quasi a cappella che si può sentire poco dopo la metà della canzone». Pam Avoledo di Blogcritics ha scritto che «la voce di Kelly Clarkson è impetuosa e ardente; è arrivata molto lontano dall'American Idol, in cui doveva solo cantare canzoni in modo tecnicamente perfetto senza preoccuparsi della parte emotiva. Tuttavia, in questo singolo ha dato sfogo ad una qualche rabbia che avrà sentito per via di una rottura».
Stephen Thomas Erlewine di AllMusic ha definito Walk Away un «inneggiante brano pop» e l'ha eletta una delle migliori canzoni di Breakaway. Charles Merwin di Stylus Magazine ha scritto che «fortunatamente, canzoni come Breakaway e Walk Away sono belle abbastanza da farvi dimenticare di alcune delle deludenti tracce presenti sull'album». Il 5 marzo 2013 la rivista musicale Billboard ha eletto Walk Away la ventesima più grande hit prodotta da un ex concorrente di American Idol.

## Successo commerciale
Walk Away ha fatto il suo ingresso nella Billboard Hot 100, la classifica degli Stati Uniti, il 21 gennaio 2006 alla posizione numero 97. È stato il primo e unico singolo estratto da Breakaway a non raggiungere la top ten negli Stati Uniti, fermandosi al dodicesimo posto. In totale è rimasta in classifica per ventinove settimane, nove delle quali in top twenty. Alla fine del 2006, è risultata la quarantacinquesima canzone di maggiore successo dell'anno. A marzo 2013 è stato svelato che la canzone ha venduto 1 224 000 copie negli Stati Uniti. Walk Away è stata certificata disco d'oro negli Stati Uniti e in Canada.
In Europa ed Oceania, Walk Away ha avuto un successo moderato. Ha raggiunto il ventunesimo posto nel Regno Unito, ed è rimasta in top seventy-five per otto settimane. In Australia si è fermata alla posizione numero 27, rimanendo in top fifty per nove settimane, mentre in Nuova Zelanda la canzone è arrivata al diciannovesimo posto, trascorrendo dodici settimane nella top forty. È inoltre entrata in top ten in Irlanda e in top thirty in Germania e Austria.

## Video
Il video musicale di Walk Away è stato ideato da Kelly Clarkson e diretto da Joseph Kahn. La clip è debuttata sui canali musicali del Regno Unito il 6 marzo 2006 e il giorno successivo in tutto il mondo durante i programmi musicali TRL e MuchOnDemand. Il video ha trascorso cinquanta giorni nella classifica di TRL, di cui diciannove al primo posto. Il video è stato considerato il trentesimo migliore del 2006 secondo VH1. Kelly si è occupata di ideare e pianificare la trama del video, scrivendo persino una scena per suo fratello e per degli amici. Il video è stato girato a Los Angeles. La cantante ha commentato: «I miei ultimi due video sono piuttosto cupi, quindi ho deciso di scrivere una trama più allegra. Di solito sono io la narratrice, come in Behind These Hazel Eyes e Because of You, ma questa volta volevamo realizzare un video più felice.»
Nel video scene di Kelly che canta Walk Away con la sua band per una radio si alternano a spezzoni di persone che ballano e si divertono sulle note della canzone. Fra questi vediamo una ragazza che si sta svegliando, un ragazzo che fa la doccia, una donna in un ufficio, due fratelli gemelli in una cucina, un giocatore di football, un ragazzo che sta pulendo la sua casa con un aspirapolvere, un ragazzo che sta facendo le pulizie in un locale, una parrucchiera, una cameriera in un bar, un ragazzo intrappolato nel traffico, due uomini in un bagno (uno dei quali è Jason Clarkson, il fratello di Kelly) e un poliziotto che sta dando una multa. Durante l'ultimo ritornello, il ragazzo intrappolato nel traffico esce dalla sua auto e si mette a cantare e ballare nel traffico, peggiorando l'ingorgo.

## Esibizioni dal vivo
Kelly ha cantato Walk Away in otto dei suoi tour. Per promuovere l'album Breakaway tra il 2005 e il 2006, la cantante è andata in tre tournée in tutto il mondo chiamate Breakaway World Tour, Hazel Eyes Tour e Addicted Tour. Kelly si è esibita con Walk Away anche durante il My December Tour, tra il 2007 e il 2008, in supporto al suo terzo album. La canzone fa anche parte della scaletta del 2 Worlds 2 Voices Tour del 2008, una tournée in collaborazione con la star della musica country Reba McEntire. Era la prima canzone della setlist di Kelly. Tra il 2009 e il 2010 ha cantato Walk Away durante l'All I Ever Wanted Tour, mentre nel 2012 l'ha inclusa in un medley con The Trouble with Love Is, un suo singolo del 2003, How I Feel (2007) e I Want You (2009). Nell'estate del 2005 Kelly Clarkson e i Maroon 5 sono andati in tournée insieme. Durante il loro 12th Annual Honda Civic Tour, la base di Walk Away è stata alterata per dare alla canzone un sound più jazz.
Mentre la canzone saliva in radio nel 2006, per aiutare le vendite Kelly si è esibita con Walk Away a vari talk show americani, tra cui il Live! with Regis and Kelly, il The Ellen DeGeneres Show, oltre che a una partita di football dei Dallas Cowboys nel 2007.

## Tracce
CD
1. Walk Away - 3:08
2. Walk Away (Chris Cox Radio Mix) - 3:39

CD maxi
1. Walk Away - 3:08
2. Since U Been Gone (Live at Rollingstone.com) - 3:13
3. Walk Away (Chris Cox Radio Mix) - 3:39
4. Walk Away (Ralphi Rosario Radio Mix) - 3:57

## Classifiche

### Classifiche settimanali
| Classifica (2006) | Posizione massima |
| ----------------- | ----------------- |
| Australia         | 27                |
| Austria           | 29                |
| Belgio (Fiandre)  | 52                |
| Belgio (Vallonia) | 56                |
| Germania          | 30                |
| Irlanda           | 10                |
| Nuova Zelanda     | 19                |
| Regno Unito       | 21                |
| Stati Uniti       | 12                |
| Svizzera          | 58                |

### Classifiche di fine anno
| Classifica (2006) | Posizione |
| ----------------- | --------- |
| Stati Uniti       | 45        |

## Pubblicazione
| Paese       | Data             | Formato/i   | Etichetta |
| ----------- | ---------------- | ----------- | --------- |
| Stati Uniti | 17 gennaio 2006  | Radio       | RCA       |
| Regno Unito | 13 marzo 2006    | CD          | Sony BMG  |
| Australia   | 18 marzo 2006    | CD maxi     | Sony BMG  |
| Germania    | 24 novembre 2006 | CD, CD maxi | Sony BMG  |